# Selecționata de fotbal a Insulelor Guernsey
Selecționata de fotbal a Insulelor Guernsey reprezintă Guernsey, o dependență a coroanei britanice. Este controlată de Asociația de Fotbal din Guernsey. Nu este afiliată nici la FIFA și nici la UEFA.
A jucat primul meci în 1905 Cupa Muratti în care a jucat cu Alderney și Jersey. A mai câștigat acest trofeu de 42 de ori. Jucătorii sunt selecționați din ligile din Guernsey, începând cu Wireless League. A jucat la mai multe ediții ale Jocurilor Islandei.

## Titluri
- Jocurile Islandei: 2

2001, 2003
- FA Inter-League Cup: 1

2010
- Cupa Muratti: 43

## Meciuri selectate
- Ultimul meci:    Guernsey 1-0 Jersey

| Adversar          | Meciuri | Victorii | Egaluri | Înfrângeri | GP  | GÎ  |
| ----------------- | ------- | -------- | ------- | ---------- | --- | --- |
| Insulele Åland    | 2       | 0        | 1       | 1          | 2   | 4   |
| Anglesey          | 6       | 3        | 2       | 1          | 10  | 4   |
| Cornwall          | 3       | 1        | 1       | 1          | 4   | 8   |
| Insulele Falkland | 1       | 1        | 0       | 0          | 3   | 0   |
| Frøya             | 3       | 3        | 0       | 0          | 15  | 2   |
| Gibraltar         | 2       | 1        | 1       | 0          | 2   | 1   |
| Groenlanda        | 2       | 1        | 1       | 0          | 6   | 0   |
| Insula Man        | 3       | 3        | 0       | 0          | 11  | 3   |
| Insula Wight      | 5       | 2        | 2       | 1          | 9   | 8   |
| Jersey            | 107     | 43       | 12      | 52         | 179 | 206 |
| Orkney            | 2       | 2        | 0       | 0          | 13  | 0   |
| Rodos             | 2       | 1        | 1       | 0          | 2   | 1   |
| Shetland          | 3       | 1        | 0       | 2          | 7   | 9   |
| Insulele de Vest  | 1       | 1        | 0       | 0          | 2   | 1   |
| Alderney          | 52      | 51       | 0       | 1          | 239 | 22  |

## Lotul actual
- (P) Tom Le Tissier (Rangers)
- (P) Richard Davey (Rovers)
- Joby Bourgaize (Belgrave Wanderers)
- Sam Cochrane (Northerners AC)
- Matt Drillot (Belgrave Wanderers)
- Glyn Dyer (St Martin's AC)
- Jacques Isabelle (Rangers)
- Dominic Heaume (St Martin's AC)
- Alex Le Prevost (Northerners AC)
- Jamie Dodd (St Martin's AC)
- Darren Martin (Norherners AC)
- Oliver McKenzie (Northerners AC)
- Scott Bradford (Belgrave Wanderers)
- Dave Rihoy (Belgrave Wanderers)
- Thomas Strawbridge (St Martin's AC)
- Ross Allen (Rangers)
- Simon Tostevin (Northerners AC)
- Matthew Warren (St Martin's AC)
- Craig Young (Belgrave Wanderers)
- Tom Fitchet (Northerners AC)
- Cameron Le Pelley (Belgrave Wanderers)